# Souffian El Karouani
Souffian El Karouani (ar. أسفيان الكرواني; ur. 19 października 2000 w ’s-Hertogenbosch) – marokański piłkarz grający na pozycji lewego obrońcy. Od 2017 jest piłkarzem klubu NEC Nijmegen.

## Kariera piłkarska
Swoją piłkarską karierę El Karouani rozpoczynał w juniorach takich klubów jak: TGG, FC Den Bosch, BVV, USV Elinkwijk i NEC Nijmegen. W 2019 roku awansował do pierwszego zespołu NEC. 9 sierpnia 2019 zadebiutował w jego barwach w Eerste divisie w zwycięskim 2:1 wyjazdowym meczu z FC Eindhoven. W sezonie 2020/2021 wywalczył z NEC awans z Eerste divisie do Eredivisie.
| Sezon   | Klub         | Kraj     | Rozgrywki      | Mecze | Gole |
| ------- | ------------ | -------- | -------------- | ----- | ---- |
| 2019/20 | NEC Nijmegen | Holandia | Eerste divisie | 2     | 0    |
| 2020/21 | NEC Nijmegen | Holandia | Eerste divisie | 38    | 3    |

## Kariera reprezentacyjna
W reprezentacji Maroka El Karouani zadebiutował 9 października 2021 w wygranym 3:0 meczu eliminacji do MŚ 2022 z Gwineą Bissau, rozegranym w Casablance. W 2022 roku został powołany do kadry na Puchar Narodów Afryki 2021, jednak nie rozegrał na nim żadnego meczu.